# Ysi Kalima
Ysi Kalima, (Asoain, Navarra) nombre artístico de Yolanda Sánchez Isi, es una cantante polifacética que se desenvuelve en diferentes géneros musicales desde el Góspel hasta el Jazz pasando por el Rock, la Electrónica, la Bossa Nova, el Bolero, el Fado y la Chanson Française, ha actuado en escenarios de ciudades como Madrid, Barcelona o Berlín. Fue becada en dos ocasiones por la Asociación Intérpretes Españoles.
Su primer disco, Miscelánea, es un encuentro de Música Fusión entre el Latin-Jazz y Músicas del Mundo, el fruto condensado de toda su experiencia musical. Un disco que ha dedicado a sus padres y resumen las palabras del poeta Gibran Jalil Gibran: Dame la flauta y canta pues el canto es el secreto de la existencia.…dame la flauta y canta pues el canto es la rectitud de los corazones.